# Radium Girls

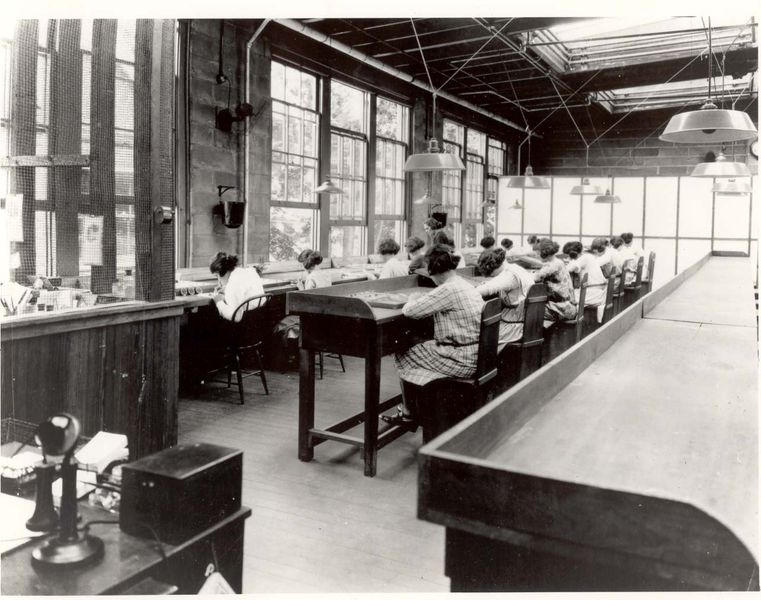
Radium Girls travaillant dans une usine de cadrans lumineux au radium.

Les Radium Girls (« filles du radium ») sont des ouvrières américaines ayant été exposées pendant de longues périodes à du radium contenu dans une peinture utilisée pour marquer des cadrans lumineux. Elles ont reçu de fortes doses de rayonnements ionisants à l’usine de l’United States Radium Corporation (US Radium), à Orange dans le New Jersey vers 1917. Cinq d'entre elles se firent connaître par leurs efforts visant à assigner leur employeur en justice. Quelques-unes sont décédées au cours de la procédure judiciaire des suites de leur exposition antérieure au rayonnement.

## United States Radium Corporation
De 1917 à 1926, l’United States Radium Corporation s’est lancée dans l'extraction et la purification du radium à partir du minerai de carnotite pour produire une peinture fluorescente, commercialisée sous la marque « Undark ». Sous contrat avec le département de la Défense des États-Unis, l’US Radium était un important fournisseur de montres radioluminescentes pour l'armée. Son usine du New Jersey employait plus d'une centaine de travailleurs, principalement des femmes, pour peindre au radium les cadrans des montres lumineuses.

### Exposition aux rayonnements
Le cas des Radium Girls tient une place importante dans l'histoire, à la fois dans le domaine de la santé et dans celui du mouvement pour les droits des salariés. L’United States Radium Corporation avait embauché quelque 70 femmes pour accomplir différentes tâches, y compris la manipulation du radium, tandis que les propriétaires et techniciens qui travaillaient pour eux — connaissant les effets nocifs du radium — avaient soigneusement évité de s’exposer eux-mêmes au danger ; les chimistes de l'usine utilisaient des écrans de plomb, des masques et des pinces. On estime que 4 000 travailleurs ont été embauchés par la société aux États-Unis et au Canada pour peindre au radium le cadran des montres.
Par jeu, les Radium Girls peignaient leurs ongles, leurs dents et leur visage avec la peinture mortelle fabriquée à l'usine, parfois pour surprendre leur petit ami quand les lumières s'éteignaient. Elles mélangeaient de la colle, de l'eau et du radium en poudre, et ensuite elles se servaient de pinceaux en poils de chameau pour appliquer la peinture luminescente sur les numéros des cadrans. La rémunération alors en vigueur était d'environ un cent et demi par cadran, et elles peignaient environ 250 cadrans par jour. Les pinceaux s’abîmaient au bout de quelques coups, aussi les contremaîtres de l’US Radium encourageaient les ouvrières à épointer les pinceaux avec leurs lèvres, ou à se servir de leur langue pour les effiler.

### Maladie des radiations
Beaucoup de femmes ont alors commencé à souffrir d’anémie, de fractures osseuses, et de nécrose de la mâchoire. Plus tard apparurent des tumeurs cancéreuses des os (ostéosarcomes). Quatre premiers décès sont signalés entre 1922 et 1924.  
Les appareils de radiographie, assez primitifs à l’époque, pourraient avoir contribué à aggraver l’état des travailleurs en mauvaise santé en les soumettant à des doses de radiations supplémentaires au cours des soins médicaux qu’ils ont dû suivre. Il s'est avéré qu’au moins l'un des cas attribués à la radiographie était mensonger, monté de toutes pièces par un avocat de l'US Radium Corporation, dans une véritable campagne de désinformation.
L’US radium et d'autres sociétés fabriquant des cadrans de montre rejetaient les plaintes des travailleuses atteintes, en prétendant que leurs souffrances n'étaient pas consécutives à l'exposition au radium, mais à des « impuretés dans la peinture  ».  Pendant un certain temps, les médecins, les dentistes et les chercheurs firent l’objet de pressions de la part des entreprises pour ne pas divulguer leurs données. À la demande pressante des employeurs, les décès des travailleuses étaient attribués par les professionnels de santé à d'autres causes. La syphilis a souvent été citée dans de nombreuses tentatives de dénigrement pour ruiner la réputation de ces femmes.

## Les conséquences

### Le procès et les survivantes
L'histoire de ces abus perpétrés contre des travailleurs se distingue de la plupart des autres cas analogues par le fait que le contentieux qui s'est ensuivi a été largement relayé par les médias. Une ouvrière de l’usine Grace Fryer a décidé d'intenter des poursuites, mais il lui a fallu deux ans pour trouver un avocat prêt à assigner l’US Radium devant les tribunaux en 1927. Au total, quatre ouvrières de l'usine, surnommées les « Radium Girls », ont rejoint le mouvement. L’indemnisation des victimes du radium s’est montée à 10 000 $ plus 600 $ annuels pour chacune des plaignantes.
Les ouvrières sont mortes pour la plupart entre 1928 et 1933.
Mae Keane, sans doute la dernière radium girl, est décédée en 2014 à l'âge de 107 ans. Elle n'aimait pas ce travail et n'a manipulé du radium que pendant quelques mois. Pour autant, elle a perdu ses dents et contracté un cancer du colon et un cancer du sein dans les années qui ont suivi, mais a survécu à ces deux cancers.

### Conséquences historiques
L'affaire des « Radium Girls » a été l'occasion d'établir le droit individuel des travailleurs à engager des poursuites contre leurs employeurs en raison d’un préjudice subi au travail. Dans le sillage de l'affaire, les normes de sécurité industrielle furent notablement améliorées pour de nombreuses décennies. 
Toutefois, en ce qui concerne les règlementations sur le radium, il faudra attendre la mort, en 1932, d'un riche industriel, intoxiqué par un fortifiant au radium, le « Radithor ».

### Conséquences scientifiques
Le Radium jaw (la mâchoire du Radium) a été identifiée comme une maladie professionnelle provoquée par l'ingestion et l'absorption de radium dans les os des peintres de cadrans lumineux. Les symptômes sont l’ostéonécrose soit du maxillaire inférieur, soit du maxillaire supérieur, ainsi que des saignements des gencives et après plusieurs années, des tumeurs de l’os de la mâchoire inférieure (ostéosarcome).
La maladie a été reconnue pour la première fois par le Dr H. S. Martland en 1924, comme consécutive à l'ingestion de peinture au radium après que de nombreuses travailleuses de diverses entreprises similaires utilisant cette substance eurent signalé des douleurs des dents et de la mâchoire. La maladie ressemble au « Phossy jaw », la maladie des ouvrières des manufactures d’allumettes, provoquée par l'ingestion et l'absorption de phosphore. L’ostéosarcome figure actuellement encore en France sur la liste des maladies inscrites au Tableau no 6 des maladies professionnelles.
Robley D. Evans a réalisé les premières mesures du radon dans l’air expiré et dosé le radium excrété dans les urines d'un ancien peintre de cadrans lumineux dès 1933. Au MIT il a pu mesurer de manière fiable la charge corporelle en radium pour 27 peintres de cadrans. Ces analyses ont été utilisées en 1941 par le National Bureau of Standards pour fixer la charge corporelle admissible pour le radium, dite dose de tolérance, à 0,1 μCi, soit 3,7 kBq. 
Le Centre pour la radiobiologie humaine a été créé à l’Argonne National Laboratory en 1968. Le premier objectif du Centre était de réaliser des examens médicaux sur les peintres de cadrans lumineux encore vivants. Le projet a également mis l'accent sur la collecte d'informations et, dans certains cas, des échantillons de tissus provenant des peintres de cadran au radium. Lorsque le projet a pris fin en 1993, des informations détaillées avaient été recueillies sur 2403 cas. Aucun symptôme n’a été observé chez les peintres ayant reçu moins de 1 000 fois la dose d’irradiation naturelle par le 226Ra absorbée par les individus non exposés, ce qui suggère l’existence d'un seuil pour les affections malignes induites par le radium.

### Postérité dans la culture

#### Littérature
Il y a  une référence à cette histoire dans un des romans de Kurt Vonnegut.
Le poète Lavinia Greenlaw a aussi écrit sur le sujet dans son poème « The Innocence of Radium » (Night Photograph, 1994).
L'histoire de ces travailleuses a été dépeinte par le poème « Radium Girls » d’Eleanor Swanson, paru dans son œuvre, A Thousand Bonds : Marie Curie and the Discovery of Radium (2003).
Jean-Marc Cosset, cancérologue-radiothérapeute, professeur à l'institut Curie de Paris, a romancé l'histoire dans un thriller : Radium girl, publié en 2013.

#### Théâtre
Dès 1937, une comédie loufoque, La Joyeuse Suicidée, met en scène une « fille du radium » (interprétée par Carole Lombard) empoisonnée par son travail.
L’écrivain D. W. Gregory a retracé également l'histoire de Grace Fryer dans sa pièce primée aux awards Radium Girls, qui fut créée en 2000 au Playwrights Theatre of New Jersey à Madison, dans le New Jersey.
Anne-Sophie Nédélec a écrit la pièce de théâtre Radium girls en 2018 et le roman: Radium Girls - Tome 1. L'affaire des cinq condamnées à mort. 
En 2022, un spectacle de théâtre immersif, Radium Girls, Beautés Mortelles est créé et mis en scène par Fabien Gaertner, de chorégraphies par François Latapye et produite par la Compagnie du Reflet au sein de sa division immersive Unlock Dreams Factory. 

#### Cinéma et BD
Radium Girls, film américain de 2018 réalisé par Lydia Dean Pilcher et Ginny Mohler, où les deux sœurs Bessie et Joe travaillent chez American Radium.
L'autrice Cy a écrit une bande dessinée Radium Girls, publiée chez Glénat le 26 août 2020.